# Reichsgau Wallonien
1944–1945
Entités précédentes :
- Administration militaire nazie de la Belgique et du Nord

Entités suivantes :
- Belgique

Le Reichsgau de Wallonie (en allemand : Reichsgau Wallonien ; en français : Gau du Reich de Wallonie) fut un éphémère Reichsgau de l'Allemagne nazie établi en 1944. Il comprenait l'actuelle Wallonie dans ses anciennes frontières provinciales, excluant donc Comines-Warneton mais incluant Fourons. Étaient aussi exclus Eupen-Malmedy et le territoire du Moresnet, qui avaient tous deux été déjà incorporés au sein de l'Allemagne après sa victoire lors de la bataille de France en 1940.

## Histoire
Après son invasion par l'Allemagne en juin 1940, la Belgique fut initialement placée « temporairement » sous un gouvernement militaire, même si des factions plus radicales au sein du gouvernement allemand comme les SS demandaient l'installation d'un autre gouvernement civil nazi comme il avait été fait en Norvège et aux Pays-Bas. Elle était unie avec les deux départements français du Nord et du Pas-de-Calais (inclus sur le motif qu'une partie de ce territoire appartenait à la Flandre germanique, ainsi que le fait que toute la région formait une unité économique intégrale) en tant qu'Administration militaire de la Belgique et du Nord de la France (Militärverwaltung in Belgien und Nordfrankreich).
En dépit de cette attitude intransigeante (pas de compromis) à ce moment, il fut décidé que la zone devrait un jour être assimilée au sein du Troisième Reich, et être divisée en trois nouveaux Reichsgaue d'un Grand Reich allemand : Flandern et Brabant pour les territoires flamands, et Wallonien pour les parties wallonnes. Le 12 juillet 1944, le Reichskommissariat Belgien-Nordfrankreich fut établi afin d'atteindre ce but, issu de la précédente administration militaire. Ce pas ne fut curieusement franchi qu'à la toute fin de la guerre, lorsque les armées allemandes s'étaient déjà pleinement retirées. Le nouveau gouvernement était déjà refoulé par les avancées alliées en Europe de l'Ouest en septembre 1944, et l'autorité du gouvernement belge en exil était restaurée. L'incorporation effective de ces provinces dans l'État nazi n'eut donc lieu que de jure, et avec leurs leaders déjà en exil en Allemagne. Les seuls endroits où un gain notable a été fait en rétablissant l'autorité du Reich eut lieu dans les parties du sud de la Wallonie pendant la bataille des Ardennes. Les collaborateurs réalisèrent simplement une victoire à la Pyrrhus puisque quand les chars alliés avaient roulé sur la Belgique plusieurs mois avant cela avait déjà signé la fin de leurs domaines personnels dans le Reich. Beaucoup de leurs partisans ont fui vers l'Allemagne où ils ont été enrôlés dans la Waffen-SS pour participer aux dernières campagnes militaires du Troisième Reich.
En décembre 1944, la Belgique (qui incluait également théoriquement les deux départements français) fut découpée en un Reichsgau Flandern, un Reichsgau Wallonien, et un Distrikt Brüssel, qui était tous nominalement annexés au Grand Reich allemand (excluant donc la province de Brabant qui avait été proposée). Le Parti rexiste sous la direction de Léon Degrelle devint en Wallonie le seul parti politique, de même que le parti DeVlag en Flandre sous la direction de Jef van de Wiele. Degrelle fut nommé "Chef-du-Peuple wallon" (Volksführer der Wallonen en allemand), en plus des titres usuels de Gauleiter und Reichsstatthalter accordé aux administrateurs régionaux nazis allemands.
Les Wallons, bien que juridiquement d'identité linguistique francophones, étaient considérés par les nazis comme des Germaniques romanisés, et donc comme un groupe racial du peuple allemand. Après avoir refusé initialement l'entrée de volontaires wallons dans la Waffen-SS pour leur prétendue infériorité raciale, Heinrich Himmler changea plus tard de position, disant qu'il voyait la Légion Wallonie "comme la renaissance du mouvement d'un peuple fondamentalement germanique (als die Erneuerungsbewegung eines in Kern germanischen Volkes)." Les planificateurs raciaux proposèrent alors la germanisation et la batavianisation des Wallons et des parties intégrées du nord de la France.
Avant même l'incorporation effective de toute la Wallonie, les Allemands réfléchissaient sérieusement à également annexer, en plus du Luxembourg, la petite zone germanophone (luxembourgophone) centrée autour d'Arlon à une "région bordant le Reich", supposément sous l'administrateur civil du Gau Koblenz-Trier (à partir de 1942 Moselland),. En mai et juin 1940, les occupants allemands discutèrent également de l'annexion, « selon le principe des traditions nationales », des régions parlant le bas-allemand (Low Dietsch) à l'ouest d'Eupen (dite Platdietse streek) centrée autour de la ville de Limbourg, qui était le cœur historique du Duché de Limbourg.